# Елвін Грей
Юльякшин Радик Мухарлямович (башк. Радик Мөхәрләм улы Юлъяҡшин; нар. 17 травня 1989, Уфа, Башкирська АРСР, РРФСР, СРСР) — російський співак, відомий також під псевдонімом Елвін Грей (Elvin Grey). Виконує пісні башкирською, татарською та російською мовами. ЗМІ Волго-Камського регіону називають співака «Башкирським Джастіном Бібером». Заслужений артист Республіки Башкортостан (2017).

## Біографія
Радик Юльякшин народився в Уфі в башкирській сім'ї. Він став другою дитиною в сім'ї будівельників, є старша сестра Регіна. Закінчив башкирський ліцей № 48 в уфімському районі Черниковка. В дитинстві вчився грати на баяні і кураї. Вищу освіту здобув у Московському педагогічному державному університеті.
2 листопада 2018 року на прес-конференції в інформаційному агентстві «Татар-Інформ» публічно оголосив, що він башкир:
 

## Творча кар'єра
У 2006 році випустив свій перший сольний альбом. З 2011 року проживає в Москві і виступає під псевдонімом Elvin Grey (Елвін Грей).
У 2016 році Радик Юльякшин був визнаний переможцем за підсумками голосування «Людина року культури Татарстану», проведеного діловою електронною газетою Татарстану «Бізнес Online».
Він розділив цей титул з диригентом, художнім керівником Державного симфонічного оркестру Республіки Татарстан А. В. Сладковським. Два діяча культури перемогли з великим відривом у голосуванні, в якому взяли участь 2,5 тисячі читачів.
У 2017 році ім'я Радика Юльякшина включено в підручник башкирської мови.

## Нагороди
- Щорічно з 2006 по 2012 рік володар звання «Співак року в Башкортостані»[7]
- Гран-прі в номінації «Хіт року в Башкортостані—2012»
- Фіналіст Всеросійського конкурсу молодих виконавців «Я — артист»[8]